# Есмеральда Маллада
Есмеральда Ермінія Маллада Інверніцці (нар. 10 січня 1937, Монтевідео) — уругвайський астрономом і професор, яка за внесок у цю наукову дисципліну була удостоєна позначення своїм іменем астероїда.

## Кар'єра
Маллада вивчала космографію під керівництвом професора Альберто Почінтеста. В Уругвайському Республіканськомууніверситеті її колега Гледіс Вергара допомогла їй підготуватися до Secondary Education Council. У віці 21 року вона стала професором космографії та математики у середній освіті, а також викладала в університетському факультеті природничих наук, де вона закінчила ліцензіат з астрономії. В даний час Маллада вийшла на пенсію.
16 жовтня 1952 року, на запрошення Почінтеста, вона була одним із засновників Асоціації астрономів-аматорів (ААА) в Уругваї, а в 2015 році стала її почесним президентом. У 2015 році Центр Малої Планети Міжнародного Астрономічного Союзу назвав астероїд, який обертається між Марсом і Юпітером, її ім'ям 16277 Маллада. Це перший астероїд, який носить ім'я уругвайського астронома.

## Публікації
Деякі з наукових праць, опублікованих Mallada разом з Хуліо А. Фернандесом :
- «Розподіл зв'язуючих енергій у широких бінарних системах»
- «Потенційні джерела наземної води, близькі до Юпітера»
- «Динамічна еволюція широких двійників»[7]